# 炭疽菌
炭疽菌（たんそきん、Bacillus anthracis）は、炭疽（症）の病原体となる細菌。病気の原因になることが証明された最初の細菌であり、また弱毒性の菌を用いる弱毒生菌ワクチンが初めて開発された細菌学上重要な細菌である。第二次世界大戦以降、生物兵器として各国の軍事機関で研究され、2001年にはアメリカ炭疽菌事件でテロリズムに利用された。

## 歴史
- 1850年 フランスのピエール・フランソワ・オリーブ・レイエとカシミール・ジョセフ・ダヴェーヌが炭疽症に罹患した羊の血液中に細菌を発見した。
- 1855年 ドイツのフランツ・アロイ・アントン・ポレンダーはレイエとダヴェーヌの発見を再確認し、この菌が炭疽症の原因であることを予測した。
- 1857年 ドイツのフレドリック・アウグスト・ブラウエルは、健康な動物の血液からは決してレイエとダヴェーヌの細菌が見つからないことを確認した。さらに妊娠している家畜が炭疽症に罹患しても胎児には伝染しないことを発見した。
- 1866年 ダヴェーヌは、汚染された血液を健康な動物に注射し、炭疽を発症することを確認した。
- 1876年 ロベルト・コッホによってレイエとダヴェーヌの細菌が動物の炭疽症の病原体であることが証明された。コッホの原則に基づいて、初めて細菌と病原性の関係が証明されたものである。
- 1881年  ルイ・パスツールが、世界初の弱毒生菌ワクチンを、弱毒化した炭疽菌を使って開発した。
- 1942年 イギリススコットランドの グリュナード島（英語版）で、イギリス軍が炭疽菌爆弾による散布実験を行う。この後48年間、グリュナード島は炭疽菌芽胞で高度に汚染された状態となり、立ち入り禁止地区となった。
- 1979年 ソビエト連邦のスヴェルドロフスクの生物兵器施設において炭疽菌の漏出事故が発生し、住民が肺炭疽を発症。
- 1979年 ローデシアとジンバブエで炭疽症が流行。
- 1993年 日本でオウム真理教が亀戸異臭事件などを起こし生物テロを試みるが、失敗に終わった。
- 2001年 アメリカ炭疽菌事件が発生。9月18日と10月9日の二度にわたり、粉末化した炭疽菌芽胞が郵便物として送付され、肺炭疽による死者が発生した。
- 2007年8月 中国河北省藁城市九門郷地区で炭疽症感染により牛数十頭が死亡、人への感染も確認されている。

## 生物学的分類と特徴

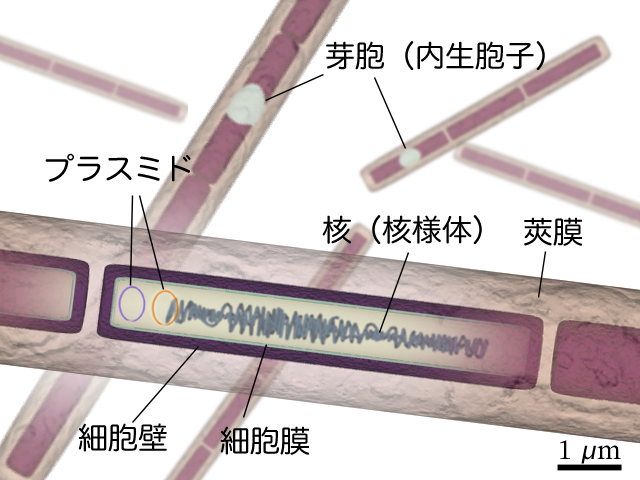
炭疽菌の構造

炭疽菌 (Bacillus anthracis) は、バシラス属に分類されるグラム陽性の芽胞形成桿菌である。種小名の anthracis は「炭疽 (anthrax)」を意味する。この語は古代ギリシア語の「炭 (ἄνθραξ)」に由来し、炭疽の病変部が炭のような黒色に変色することにちなんで付けられた。
大きさは約 1 - 1.2 µm × 5 - 10 µm で、病原性細菌の中では最大の部類である。顕微鏡で観察すると、個々の桿菌は円柱状で、竹の節を直角に切り落としたように見え、これが直線上に配列した連鎖桿菌として観察される。その周囲を莢膜（きょうまく）と呼ばれる構造が取り囲んでいる。炭疽菌の莢膜は、他の細菌が持つものと比較すると境界が鮮明である。鞭毛や線毛は持たない。
炭疽菌は芽胞形成菌で、生育環境が悪化すると菌体の中央付近に卵円形の芽胞を形成する。芽胞は熱や化学物質などに対して非常に高い耐久性を持つ構造体であり、このため炭疽菌が生息している環境から菌を除去することは極めて難しい。第二次世界大戦中に英軍がグリナード島で行った実験では、少なくとも実験後40年以上にわたって、多数の炭疽菌が土壌に残存しつづけるということが判明した。
2002年以降、細菌の種の分類にはDNA-DNA分子交雑法を用いた遺伝学的な方法が採用されているが、この方式に従うと、炭疽菌 (B. anthracis) とセレウス菌 (B. cereus)、卒倒病菌 (B. thuringiensis) の3種の遺伝子はそれぞれ70%以上の相同性を持つため同一の生物種という扱いになる。しかしながら医学的な観点からは、この3者が混同されたときの危険性が大きいため、医学における重要性を考慮してそれぞれ別々の種として命名・分類されている（危険名と呼ばれる）。
炭疽菌は土壌に生息、あるいは芽胞の形で存在し、またヒツジなどの動物の体毛にも土壌由来の菌や芽胞が付着して存在しており、世界中で分離される普遍的な自然環境の常在細菌である。ただし、特に炭疽の発生が多い地帯は世界に2カ所存在しており、この地帯では炭疽菌の生息密度が特に高いと考えられている。一つは、スペイン中部からギリシャ、地中海を挟んでトルコ、イラン、パキスタンに至る地帯であり、特にトルコからパキスタンにかけては炭疽ベルトと呼ばれることがある。もう一つは、赤道アフリカ地帯である。また、ジンバブエでは1979年に記録的な炭疽の地域的流行が発生して以降、高度に炭疽菌汚染した地域になっていると言われている。

### 種類
1000種類以上ある。
- エームス・・死亡率が高い。アメリカ陸軍が生物兵器として開発していた。2001年にアメリカ炭疽菌事件（郵送）で使用される。
- ボラム・・・死亡率が高い。イギリス軍が開発実験していた。イラクが所有していた。
- スターン・・ヒトでは発病しない[注 1]。そのためヒト向け以外の生菌ワクチンに使用される。オウム真理教が炭疽菌テロに使用したが、発病することはなかった。

## 病原性
炭疽菌は土壌中の常在細菌であるが、家畜やヒトに感染して炭疽（症）を発症させる。そのもっとも多い例は、皮膚の傷口から侵入して皮膚で発症する皮膚炭疽である。この疾患は特に中世ヨーロッパでは、家畜の屠殺・解体・鞣革を行う者に多く見られた。また炭疽菌の芽胞が呼吸器を介して肺に到達すると、肺炭疽と呼ばれる極めて重篤な疾患を起こす（未治療の場合、致死率90％以上）。肺炭疽は羊毛を扱う者に見られた疾患である。また稀な例として、炭疽により死亡した動物の肉を食べたとき、腸管の傷口から侵入して起きる腸炭疽を起こす場合もある。いずれの場合も致死率が高く、特に肺炭疽はエボラ出血熱やペストに匹敵するほど非常に危険な感染症である。ヒトからヒトへの伝染は起きない（言い換えれば、危険な感染症だが伝染病ではない）。炭疽は人獣共通感染症であり、日本では感染症の予防及び感染症の患者に対する医療に関する法律（感染症新法）において、四類感染症に指定されている。

### 治療
グラム陽性桿菌であり、多くの抗生物質に感受性があり（抗生物質による治療が有効）、薬剤耐性を自然に獲得したものは稀であると言われる。治療には感受性のある抗生物質が使用される。

### 予防
動物とヒトにおいて、それぞれ有効なワクチンが開発されている。動物に対しては弱毒生菌ワクチンが用いられる。これはパスツールが開発したものをヒントに、スターンが1930年代に作り出したものである（細菌学における歴史的位置付け、莢膜の節を参照）。一方、ヒトに対しては成分ワクチンが用いられており、これは外毒素の一つである防御抗原 (PA) を用いたものである（防御抗原を参照）。しかし、いずれもヒトに対する副作用や有効性では問題が残っているため、新しいワクチン開発が続けられている。なお日本においては、ヒトに対する成分ワクチンが認可されていないため、生物テロに対する備えが不十分ではないかと指摘されている。

## 病原因子
炭疽菌の病原性に関わる因子として、莢膜と3種類の外毒素が知られている。これらは、それぞれ莢膜プラスミド (pXO2)、毒素プラスミド (pXO1) と呼ばれる、炭疽菌ゲノムとは独立したプラスミド上に存在する遺伝子から作られる。

### 莢膜
炭疽菌の莢膜は、ポリグルタミン酸ペプチドを主成分とする。バシラス属以外の細菌で莢膜を持つものには多糖類を主成分とするものが多く、この点は炭疽菌莢膜の特徴の一つであるといえる。またこの分子を構成するアミノ酸が、L体だけでなくD体の光学異性体（D-アミノ酸）を多く含んでいる点でも特徴的である。一般に莢膜は、細菌が動物の体内に侵入した際、白血球の貪食などから逃れる役割を担っており、炭疽菌の莢膜もこの役割を果たしている。莢膜によって宿主の免疫機構による排除を逃れて、生体内への定着が容易になると考えられている。
1930年代にスターンが開発して以来使用されている炭疽ワクチンは、培養を繰り返すうちに莢膜を失った弱毒生菌ワクチンであり、これは莢膜をコードしているプラスミド pXO2 が欠落したものである。莢膜を失った炭疽菌は白血球による貪食などを受けやすくなって弱毒性になるため、比較的安全に炭疽菌に対する免疫を獲得することが可能であるが、ヒトに対して十分安全とは言えないため、この炭疽ワクチンは動物にのみ用いられている。

### 外毒素

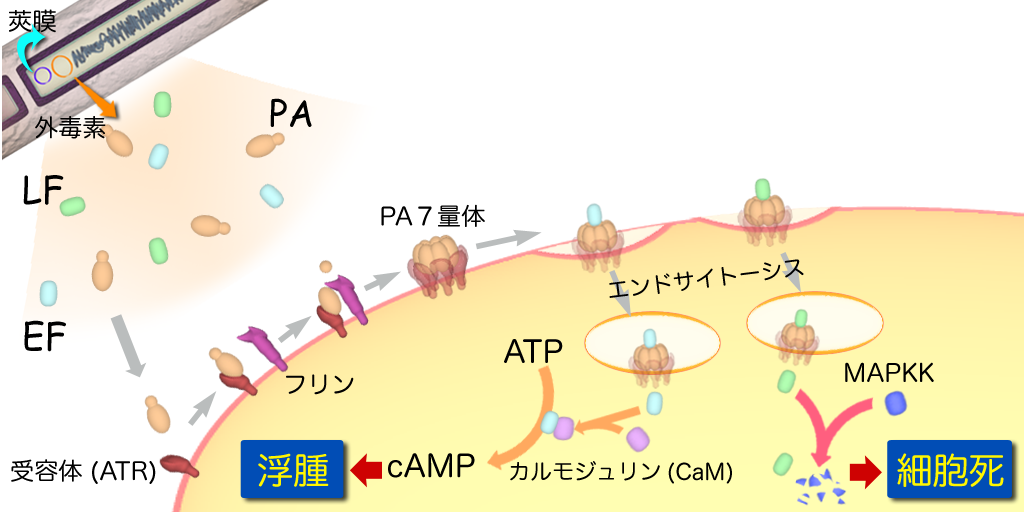
炭疽菌外毒素の作用機序

炭疽菌は3種類の毒素タンパク質を菌体外に分泌しており、これが炭疽によって起こる諸症状の直接の原因になっている。外毒素はそれぞれ、防御抗原 (PA, protective antigen)、浮腫因子 (EF, edema factor)、致死因子 (LF, lethal factor) と呼ばれている。これらをコードする遺伝子はすべて毒素プラスミド pXO1 上に存在する。

#### 防御抗原
防御抗原 (PA) は、標的になる細胞の細胞膜に存在する受容体タンパク質（炭疽毒素受容体、anthrax toxin receptor, ATR）と結合する性質を持つ。PA自身も神経などの機能を阻害する毒素としての働きを持つが、それ以上に、浮腫因子 (EF) と致死因子 (LF) を標的細胞内に送り込む役割が大きい。
PAは細胞膜上の受容体に結合した後、細胞膜表面にあるフリン (furin) と呼ばれるプロテアーゼによって切断を受けて活性型になる。活性型になったPAは、互いに相互作用して集まり、細胞膜上でPAが7つ集まった7量体を形成する。PAの7量体は、細胞膜上の脂質ラフト（細胞膜を構成する脂質分子のうち、ある種のものが集まった部分）に移動し、そこからエンドサイトーシスの機構によって、細胞の内部にエンドソーム小胞として取り込まれる。さらに7量体になったPAは、EFまたはLFと結合する活性を持っているため、PAが細胞内に取り込まれると同時にEFやLFが細胞内に取り込まれる。細胞内に取り込まれたエンドソームは、異物を分解する酵素などを含んだリソソームと融合するが、このとき小胞内のpHが酸性に変わる。この刺激によって、PA 7量体はエンドソーム膜に入り込み、イオンチャネル分子として働くようになり、細胞質にEFやLFが放出される。
すなわち、PAは炭疽菌によって毒性が現れる際、もっとも重要な役割を担う分子だと言える。このことは、逆に言えば、PAの働きを阻害することで炭疽菌による発病を治療、あるいは予防することが可能であるとも言える。そもそもPAは「防御抗原」の名が示すとおり、このPAに対する抗体が炭疽から宿主を防御することから名づけられたもので、唯一ヒトに対して用いることが可能な炭疽ワクチン（成分ワクチン）として利用されている。ただしPA自体にも弱い毒性があり、一過性に神経や心臓血管の機能障害が現れる。この理由はよく判っていないが、7量体PAがチャンネル型の分子として細胞膜の透過性を高めるためだという説がある。この毒性による副作用が現れること、また十分な免疫を獲得するには複数の接種が必要なこと、免疫の持続時間が比較的短いことなどから、より優れた代替ワクチンの開発が続けられている。

#### 浮腫因子
浮腫因子 (EF) は、カルモジュリン依存アデニレート・サイクラーゼ活性を持つ毒素である。細胞質にはカルモジュリンが存在するので、EFは上述したPAの働きによって細胞質内に取り込まれた後、アデニレートサイクラーゼとしてアデノシン三リン酸 (ATP) からサイクリックAMP (cAMP) を生成する。これによって、細胞質内のサイクリックAMP濃度が上昇すると、上皮細胞などでは細胞膜のイオンチャネルが活性化して細胞内からの電解質や水の分泌が起こり、その結果、組織レベルでは浮腫などの病変が現れる。

#### 致死因子
致死因子 (LF) は、メタロプロテアーゼ（金属プロテアーゼ）としての活性を持ち、亜鉛イオン (Zn+) を触媒として、特定の標的タンパク質を分解する。LFもまた、上述したPAの働きによって取り込まれた後、細胞質でプロテアーゼとして働くが、LFの標的分子はMAPKK（MAPキナーゼキナーゼ）と呼ばれる、重要な細胞内シグナル伝達（情報伝達）に関与しているタンパク質リン酸化酵素である。MAPKKは、MAPK（MAPキナーゼ）をリン酸化し、さらにMAPKが他の多様なタンパク質（c-Mycなど）をリン酸化することで、細胞の増殖や生存に必要なタンパク質の合成を制御している。LFはこのMAPKKを分解してしまうため、LFが作用した細胞は死んでしまい、その結果、組織レベルでは出血や壊死などの病変が現れる。炭疽症のときに見られる病巣部の黒変も、このLFの働きによって組織が出血性壊死を起こすためである。

## 歴史的意義
炭疽菌は1876年にロベルト・コッホによって動物の炭疽症の病原体として発見された。当時は病気が発生する原因について、汚れた空気（瘴気）が原因であるとするミアズマ説と、伝染性の病原物質との接触が原因であるとするコンタギオン説の二つの学説で争われていた。コッホは今日「コッホの原則」として知られる考え方に則って、炭疽症の動物から炭疽菌を分離し、それが健康な動物に炭疽を発症させること、さらにその病変部から炭疽菌が再分離されることを示すことで、細菌などの微生物がコンタギオンとして病気を媒介することを証明した。これは、細菌が病原体であるということを示した最初の発見であり、その後医学分野において細菌学、感染症学が発展するきっかけとなった。
1881年にルイ・パスツールは、実験室で高温 (40 °C) 培養した炭疽菌を実験動物に接種すると炭疽を発症しないばかりか、その動物に後で新鮮な炭疽菌を接種しても炭疽を発症しないこと、すなわち炭疽菌に対する免疫が獲得されることを見出した。特定の病原体に対する免疫を、弱毒性の病原体を予め接種することで人工的に得るという考え、すなわちワクチンの概念は、すでにエドワード・ジェンナーが種痘で実用化していたが、ジェンナーが用いた手法は天然に存在する牛痘ウイルスをヒトに接種することで、ヒト痘瘡ウイルスへの免疫をつけるものであった。これに対してパスツールは、このような天然の弱毒病原体が存在しない場合でも、何らかの方法で病原体を弱毒化することでワクチンとして使えるということを発見したのであり、この手法は他のさまざまな病原体にも応用されていった。特にパスツールが開発した、生きた弱毒性細菌を接種する手法は「弱毒生菌ワクチン」と呼ばれる。パスツールの炭疽菌ワクチンは、外毒素をコードするプラスミドが欠落したものであった。このワクチンで得られる免疫はごく弱いものであり、今日では利用されなくなっている。

## 生物兵器としての炭疽菌
生物兵器への利用が可能な病原体には、
1. 短期間で致命的な感染症を起こす
2. ヒトからヒトに感染（伝染）しない
3. 有効な治療薬・ワクチンがある
4. 使った後での環境修復が容易

という性質が特に重要視される。これは兵器としての有効性と、使用した場所に後で自軍の兵士が入ったときの安全性の確保につながるからである。
炭疽菌は 1. - 3. の条件を満たしており、さらにその培養も比較的容易なので、第二次世界大戦の頃から各国の軍事機関によって生物兵器としての応用が考えられ、積極的に研究された細菌の一つであった。しかし国際法（生物兵器禁止条約）に基づいて生物兵器が禁止されたのに加えて、炭疽菌の特性が明らかになるにつれて、
- 芽胞形成によって土壌汚染が半永久的に持続するため、使用した後の土地への移入などができなくなる（上記 4. の理由を満たせない）
- ワクチンの効力が十分とは言えない

などの欠点も明らかになったため、いわゆる「戦争」（国家間の大規模なものや内戦など）では、少なくとも「公式には」実戦への投入は行われなかった。しかし2001年のアメリカ炭疽菌事件で実際に用いられたのをきっかけに、特に生物テロに利用される危険性が注目され、重要視されている。
炭疽菌は生物兵器に使われる可能性がある病原体としては、
- 世界中どこにでもいる常在菌であるため入手可能
- 培養が比較的容易で安価に行える

という特長を持つため、貧困国や比較的小規模なテロ集団によっても使用される危険性が指摘されている。ただし致命率の高い肺炭疽を発症させるために炭疽菌芽胞をエアロゾル化したり、治療薬が特定できないように薬剤耐性遺伝子を導入するなど、生物兵器としてより危険なものにするためには高度な科学技術が要求されると言われている。
日本ではバイオセーフティーレベル3 (BSL-3) の病原体として扱われ、また研究施設での使用、保管状況が厳重に監視されている。感染症法では特定二種病原体（国民の生命及び健康に「重大な」影響を与えるおそれがある病原体）に指定されており、所持、輸入、譲渡し及び譲受けには厚生労働大臣の許可が必要となる。運搬には都道府県公安委員会への届出が必要である。所持者には帳簿を備える記帳義務が課せられる。
米国CDCでは生物兵器として利用される可能性が高い病原体として、炭疽菌を最も危険度、優先度の高いカテゴリーAに分類している。なお、カテゴリーAには炭疽菌の他、ペスト菌、ボツリヌス菌、野兎病菌、天然痘ウイルス、エボラウイルスなどの出血熱ウイルスも指定されている。

### 関連する事件
グリュナード島の実験
1942年にイギリス軍は、スコットランド西岸の無人島であるグリュナード島を徴用し、そこで炭疽菌爆弾による散布実験を行った。当初の予定では、計画した除染作業によってグリュナード島の汚染は除かれると期待していたが、炭疽菌は芽胞として残存し続けることが判明した。完全な除染を行うには費用がかかり過ぎるとして、除染作業は行われず、40年以上放置された。結局1986年と1987年に島全体をホルマリンで消毒し、1990年にイギリス政府が安全宣言を出すまで、島全体が、立ち入り禁止となった。その後グリュナード島は元の持ち主に払い下げられたが、それ以降もずっと無人島である。
スヴェルドロフスクの研究所事故
ソビエト連邦のスヴェルドロフスクには、1946年に第二次世界大戦中に旧日本軍から持ち帰った資料を元に作られた生物兵器研究所があったが、1979年、この研究所で炭疽菌の漏出事故が発生した。これは研究所から出る粉塵を回収するためのフィルターを交換する際、誤って新品の取り付けが行われなかったという作業ミスによるもので、さらにその後、流出した炭疽菌を除染しようとした処理が適切でなかったため、炭疽菌芽胞を含むエアロゾルを発生して肺炭疽を起こし、被害を拡大したと言われている。この事故で周辺住民96名が感染、うち66名が死亡した。
同じ事故であるが、別の文献によると1979年3月30日炭疽菌放出事故が起きた。ソビエト連邦のスヴェルドロフスク(現エカテリンブルク)の生物兵器研究所において、フィルターが詰まったが、取り付けを依頼するメモを見過ごして、数kgの炭疽菌の芽胞の粉末が換気口を通って研究所から夜の街中へ拡散した。結果、少なくとも1000人に及ぶ市民や軍関係者が死亡したものと推定される。軍事アナリストやロシア国民は「生物学のチェルノブイリ」という。実際は吸入炭疽であるが、KGB職員は胃腸炭疽という診断書を発行した。
ローデシア（ジンバブエ）の炭疽流行
1979年から1980年にかけて、ローデシアで大規模な炭疽の流行が発生した。当時ローデシアは内戦状態にあり、その終結後に国名をジンバブエに変更したが、その内戦地域で炭疽患者が約1万人発生するという、これまでにない大規模の流行が起きた。内戦前のローデシアでの炭疽の年間発生数が10数件であったことと比べると、極めて高い発生率であり、発生が内戦の激しかった地域に多く見られたため、内戦中に炭疽菌が生物兵器として用いられたのではないかとも疑われている。ただし、公式には生物兵器が使用されたということは認められておらず、内戦の激化した地域では動物への炭疽ワクチン接種が行われなくなったことが大規模発生の原因であるという説もあり、その真偽は明らかではない。炭疽流行は内戦終了後にほぼ終息したものの、その後もジンバブエは炭疽発生率が比較的高い地帯の一つになっている。
オウム真理教による炭疽菌テロ未遂（亀戸異臭事件、首都圏への炭疽菌散布）
地下鉄サリン事件など、化学兵器によるテロリズムを行ったオウム真理教は、遠藤誠一を筆頭に生物兵器の研究も行っていた。ボツリヌス菌の培養に失敗したため次に炭疽菌に注目して、1993年には東京都江東区亀戸の新東京総本部から散布を行っている。しかし諸々の理由のため、実際の被害を出すにはいたらなかったが、悪臭が施設の周囲一帯に漂った。このほかトラックでも各地に散布したが被害は無かった。オウム真理教の兵器#生物化学兵器も参照。
アメリカ炭疽菌事件
2001年、同時多発テロ事件直後のアメリカで、複数の場所に炭疽菌芽胞入りの郵便物が送付されるという生物テロが発生した。この事件は9月27日に発覚し、最終的に皮膚炭疽12名、肺炭疽11名の被害者を出した。炭疽菌は侵略戦争などで使用する場合、半永久的な芽胞の残存や使用者自身の危険など問題があるものの、テロリズムにおいてはこのような点を無視して使われる場合のあることが再認識された。事件直後には、アメリカ国内のみならず、世界各国で「白い粉」に対する一種のパニック状態になり、日本においても郵便物の配達・開封のさいには厳重な注意が呼びかけられた。白い粉を用いたいたずらをする者も世界各地で現れた。また、炭疽菌をはじめとする危険な病原体の研究を問題視する風潮も高まり、主要な科学雑誌でもテロへの応用が可能な論文を公表すべきかどうかの議論が行われるなど、社会に影響を与えた。